# Wybory regionalne w Nadrenii Północnej-Westfalii w 2005 roku

Herb Nadrenii Północnej-Westfalii

Wybory do 14. Landtagu w Nadrenii Północnej-Westfalii odbyły się 22 maja 2005.
Do obsadzenia było 197 mandatów w Izbie Krajowej (Landtag) w ordynacji mieszanej na 5-letnią kadencję. Zgodnie z niemiecką specyfiką liczba miejsc w parlamencie jest elastyczna.
Wyniki:
frekwencja wyborcza: 62,95%
- Unia Chrześcijańsko-Demokratyczna (Christlich-Demokratische Union) 44,83%, 89 mandatów
- Socjaldemokratyczna Partia Niemiec (Sozialdemokratische Partei Deutschlands) 37,11%, 74 mandaty
- Sojusz 90/Zieloni (Bündnis 90/Die Grünen) 6,18%, 12 mandatów
- Wolna Partia Demokratyczna (Freie Demokratische Partei) 6,17%, 12 mandatów

do parlamentu nie weszły:
- Alternatywa Wyborcza Praca i Sprawiedliwość Społeczna (Wahlalternative Arbeit und Soziale Gerechtigkeit) 2,21%
- Narodowodemokratyczna Partia Niemiec (Nationaldemokratische Partei Deutschlands) 0,9%
- Republikanie (Die Republikaner) 0,82%
- Partia Demokratycznego Socjalizmu (Partei des Demokratischen Sozialismus) 0,89%
- Szarzy (Die Grauen) 0,22%
- Partia Ekologiczno-Demokratyczna (Ökologisch-Demokratische Partei) 0,19%
- Niezależni Obywatele (Unabhändige Bürger) 0,08%
- Ruch Praw Obywatelskich Solidarność (Bürgerrechtsbewegung Solidarität) 0,08%
- Partia Chrześcijan Wiernych Biblii (Partei Bibeltreuer Christen) 0,08%
- Partia Ochrony Zwierząt (Die Tierschutzpartei) 0,07%
- niezależni 0,07%
- Rodzinna Partia Niemiec (Familien-Partei Deutschlands) 0,05%
- Ta Partia (Die Partei) 0,02%
- Centrum (Zentrum) 0,01%
- Wymarsz Partia Klasy Średniej (Aufbruch Mittelstand Partei) 0,01%
- Niezależna Partia Robotnicza (Unabhändige Arbeiter-Partei) 0,01%

poniżej 0,005% głosów (ok. 500 głosów) otrzymały:
Lewica Ekologiczna (Ökologische Linke), Partia Ofensywy Praw Obywatelskich - Ofensywa D (Partei Rechtsstaatlicher Offensive – Offensive D), Liberalni Demokraci (Liberale Demokraten), Związek na rzecz Całych Niemiec [Bund für Gesamtdeutschland (56 głosów)]
Cios dla rządzącej wówczas Niemcami SPD – w tradycyjnym mateczniku partii socjaldemokraci ponieśli prawdziwą klęskę, tracąc aż 5,7 pkt proc. w stosunku do ostatnich wyborów. CDU nie rządziła krajem związkowym od 1966 r. – jest to dowód na to, jak bardzo niepopularny w kraju był rząd kanclerza Gerharda Schrödera. Z ramienia CDU ministrami-prezydentami Nadrenii Północnej – Westfalii (NRW) byli Karl Arnold w latach 1947–1956 i Franz Meyers 1958–1966.